# ألبرتو مونتانيو
ألبرتو مونتانيو هو لاعب كرة قدم إكوادوري في مركز الدفاع، ولد في 23 مارس 1970 في إسمرالداس في الإكوادور. شارك مع منتخب الإكوادور لكرة القدم. أما مع النوادي، فقد لعب مع أتلتيكو أتلانتا وسانتياغو واندررز وسوسيداد ديبورتيفو كيتو ونادي برشلونة ونادي ديلفين.

## وصلات خارجية
- ألبرتو مونتانيو على موقع الاتحاد الدولي (مؤرشف)  (الإنجليزية)
- ألبرتو مونتانيو على موقع قاعدة بيانات كرة القدم.إي يو (الإنجليزية)
- ألبرتو مونتانيو على موقع ناشيونال فوتبول تيمز (الإنجليزية)
- ألبرتو مونتانيو على موقع عالم كرة القدم.نت (الإنجليزية)